# Evangelische Arbeitsgemeinschaft für Soldatenbetreuung
Die Evangelische Arbeitsgemeinschaft für Soldatenbetreuung e. V. (EAS) ist eine selbstständige und gemeinnützige Organisation, die Soldaten, zivile Mitarbeiter der Bundeswehr sowie ihre Angehörigen im Inland und in den Einsatzgebieten der deutschen Streitkräfte betreut. Die EAS schafft dafür Angebote aus den Bereichen Bildung, Familie, Kultur, Gastronomie und Sport, die die Arbeit der Bundeswehr und der Evangelischen Militärseelsorge ergänzen.
Der Verein wurde 1957 im Zuge des Aufbaus der Bundeswehr in Bonn gegründet. Er finanziert seine Arbeit aus Mitteln der Evangelischen Kirche in Deutschland und des Bundesministeriums der Verteidigung sowie aus selbsterwirtschafteten Einnahmen.

## Leitbild
Die Evangelische Arbeitsgemeinschaft für Soldatenbetreuung überschreibt ihr Tun mit dem Slogan „EAS stärkt. Soldaten. Familien. Gemeinschaft.“ und deklariert drei wesentliche Leitsätze für ihre Betreuungsarbeit an den Standorten der Bundeswehr im In- und Ausland:
- Die EAS betreut im Auftrag des Ev. Militärbischofs und des Bundesministers der Verteidigung Soldaten und deren Familien mit ergänzenden Angeboten.
- Die EAS schafft geschützte Räume der Begegnung untereinander und mit der zivilen Bevölkerung.
- Die EAS unterstützt bei der Bewältigung des soldatischen Alltags im Einsatz und im Grundbetrieb der Bundeswehr.

Als Mitglied des Diakonischen Werkes sieht sich der Verein in der Tradition der Fürsorgearbeit der Evangelischen Kirche in Deutschland und richtet sein Angebot an Menschen aller Altersgruppen, unabhängig von Geschlecht, Religionszugehörigkeit und gesellschaftlichem oder militärischem Rang.

## Tätigkeitsfelder
Im Inland und Grundbetrieb der Bundeswehr initiiert und organisiert die EAS vornehmlich Betreuungsprojekte in den Bereichen Bildung, Familie sowie Freizeit/Events. Dazu zählen unter anderem ein- und mehrtägige Seminare zu politischen, geschichtswissenschaftlichen und soziologischen Themen, Familien- und Kinderfreizeiten, Kulturveranstaltungen, Sportwettbewerbe, Fachkonferenzen uvm. Die Soldatenheime der EAS, Freizeitzentren und Restaurants zugleich, stehen zivilen und militärischen Gästen für individuelle Feste, Tagungen und andere Anlässe offen.
Ein Großteil der Projektangebote des Vereins wird in enger Zusammenarbeit mit der Evangelischen Militärseelsorge sowie mit Partnern aus der Bundeswehr und anderen gemeinnützigen Organisationen realisiert. Jährlich ist die EAS in durchschnittlich 1000 Veranstaltungen und Projekten engagiert.

## OASE-Einsatzbetreuung
Seit dem Jahr 1996 engagiert sich die EAS gemeinsam mit der Katholischen Arbeitsgemeinschaft für Soldatenbetreuung in der Initiative 'OASE-Einsatzbetreuung'. Diese betreibt in den weltweiten Einsatzfeldlagern der Bundeswehr gastronomische Betreuungseinrichtungen, die sogenannten OASEN, und initiiert für die Soldaten vor Ort ergänzende kulturelle Angebote.
Die erste OASE wurde 1996 im Feldlager Benkovac (Kroatien) aufgebaut. Anschließend folgten Betreuungseinrichtungen im Feldlager Rajlovac (Bosnien und Herzegowina), Camp Airfield (Kosovo) und im Camp Warehouse (Afghanistan). Aktuell betreiben EAS und KAS gastronomische OASE-Betreuungseinrichtungen im Camp Marmal (Afghanistan), Camp Prizren (Kosovo) und Camp Erbil (Irak).

## Geschichte
Die Evangelische Arbeitsgemeinschaft für Soldatenbetreuung entstand im Jahr 1957 mit dem Aufbau der Evangelischen Militärseelsorge für die damals noch junge Bundeswehr. Das Bundesministerium der Verteidigung und die Evangelische Kirche in Deutschland erkannten in der außerdienstlichen Betreuung der Soldaten eine Aufgabe, für die beide Seiten Verantwortung tragen. Es schien ihnen geboten, eine rechtlich eigenständige, gemeinnützige Institution zu schaffen, in der Bund und Kirche gleichermaßen bestimmend abgebildet sind: So wurde die Evangelische Arbeitsgemeinschaft für Soldatenbetreuung in der Bundesrepublik Deutschland e. V. gegründet.
Vorrangig war zunächst der Betrieb von Soldatenheimen als Begegnungs- und Freizeitzentren für die Truppe und die Zivilbevölkerung an dafür ausgewählten Bundeswehrstandorten. Für die hinzugekommenen Bundeswehrstandorte in den neuen Bundesländern wurde nach 1990 die sogenannte „Offene Betreuung“ – inhaltlich vergleichbar mit der Soldatenheimarbeit, doch losgelöst von fester Infrastruktur – entwickelt. Später erhielt dieses flexible Betreuungskonzept auch an Standorten der alten Bundesländer Einzug.
Mit dem Wandel der Bundeswehr zur Einsatzarmee im Lauf der neunziger Jahre wurde die Betreuung der Soldaten im Auslandseinsatz sowie ihrer Familien eine neue wesentliche Aufgabe der EAS. Gemeinsam mit ihrer katholischen Schwesterorganisation betreibt die EAS seither die OASEn in den Einsatzgebieten der Bundeswehr, die, angepasst an die Einsatzrealität, das Prinzip der Soldatenheime adaptieren und, „ein Stück Heimat in die Feldlager der Einsatzgebiete bringen“. Auch im Inland wurden mit der zunehmenden Belastung der deutschen Streitkräfte durch die Einsätze eigenständige Betreuungsprogramme, vor allem in den Bereichen Bildung und Familie, aufgelegt.

## Auftraggeber/Partner
- Ev. Militärseelsorge
- Bundeswehr
- Bundesarbeitsgemeinschaft für Soldatenbetreuung
- Bundeswehr-Sozialwerk e. V.
- Deutscher Bundeswehrverband e. V.
- Frauzufrau-online
- Initiative „Angriff auf die Seele“
- Katholische Arbeitsgemeinschaft für Soldatenbetreuung e. V.
- Soldatenfamilien-Netzwerk
- Soldatenhilfswerk der Bundeswehr e. V.
- Soldatenselbsthilfe gegen Sucht e. V.
- Verband der Reservisten der Deutschen Bundeswehr e. V.
- Volksbund Deutsche Kriegsgräberfürsorge e. V.
- Sozialdienst der Bundeswehr

## Struktur
Die Evangelische Arbeitsgemeinschaft für Soldatenbetreuung e. V. hat ihren Hauptsitz in Berlin. Bundesweit ist sie an etwa 60 Standorten durch Soldatenheime sowie haupt-, neben- und ehrenamtliche Mitarbeiter, die in der sogenannten „Offenen Betreuung“ tätig sind, repräsentiert.
In den jeweiligen Militärseelsorgebereichen decken fünf Evangelische Landesarbeitsgemeinschaften für Soldatenbetreuung regionale Bedarfslagen ab. Diese agieren als rechtlich eigenständige Vereine, sind dabei aber auf Zusammenarbeit mit der Ev. Arbeitsgemeinschaft für Soldatenbetreuung auf Bundesebene angewiesen.
Zu den Mitgliedern des Vereins zählen Vertreter aus den Koventen der Evangelischen Militärseelsorge, der Ev. Landesarbeitsgemeinschaften für Soldatenbetreuung, der Cornelius-Vereinigung, der Männerarbeit der Ev. Kirche in Deutschland, dem Evangelischen Kirchenamt für die Bundeswehr, dem Kirchenamt der Ev. Kirche in Deutschland sowie die ehemaligen Vorsitzenden Wolfgang Otto und Ingo Patschke. Vorsitzender des Vereins ist aktuellRalf Hoffmann.
| Vorsitzende der EAS    | Zeitraum  |
| ---------------------- | --------- |
| Ralf Hoffmann          | seit 2023 |
| Ingo Patschke          | 2016–2023 |
| Wolfgang Otto          | 2009–2016 |
| Bernd Heise            | 2004–2009 |
| Günter von Steinaecker | 1998–2004 |
| Dietrich Hahn          | 1981–1998 |
| Helmut Stukenberg      | 1977–1981 |
| Wilhelm Claussen       | 1957–1977 |